# Parathyma matanga
Parathyma matanga är en fjärilsart som beskrevs av Hans Fruhstorfer 1906. Parathyma matanga ingår i släktet Parathyma och familjen praktfjärilar. Inga underarter finns listade i Catalogue of Life.